# William Wyndham Grenville, I barone Grenville
William Wyndham Grenville, 1º Barone Grenville (Wotton Underwood, 25 ottobre 1759 – Burnham, 12 gennaio 1834), è stato un politico britannico.
Ha fatto parte del partito Whig. Fu Primo ministro del Regno Unito dall'11 febbraio 1806 al 31 marzo 1807.

## Biografia

### I primi anni
Grenville era figlio del Primo Ministro George Grenville e di Elizabeth, figlia di Sir William Wyndham, III baronetto. George Nugent-Temple-Grenville, I marchese di Buckingham e Thomas Grenville furono suoi fratelli maggiori. Egli studiò ad Eton, per poi entrare al College Christ Church di Oxford e alla Lincoln's Inn. Figlio del Primo Ministro George Grenville, entrò nella Camera dei Lord nel 1782, mentre il fratello maggiore, Thomas, era già membro del Parlamento.

### La carriera politica
Grenville divenne ben presto uno stretto alleato del Primo Ministro, il cugino William Pitt il Giovane, ed entrò nel governo da questi presieduto con il ruolo di Ufficiale pagatore generale dell'esercito, ricoprendo questo incarico dal 1784 al 1789. Nel 1789 fu per breve tempo Speaker alla Camera dei Lord, prima di entrare nel Gabinetto come Segretario per gli Affari Interni. Divenne leader della Camera dei Lord, venendo insignito con il titolo di Barone Grenville nel 1790. L'anno seguente ricopri la carica, già appartenuta a Francis Osborne, di Segretario di Stato per gli affari esteri. Il decennio durante il quale Grenville ricoprì questa posizione fu quantomeno traumatico, venendo segnato profondamente dalle Guerre rivoluzionarie francesi. Nel corso della guerra, Grenville fu tra i sostenitori di una politica militare volta ad un intervento diretto sul continente, visto come l'unico modo per ottenere la vittoria, contrapponendosi alla componente facente capo al Visconte Melville che invece caldeggiava l'ipotesi di una guerra limitata ai mari e alle colonie. Grenville lasciò il suo incarico nel 1801 a causa della crisi di governo apertasi con il dibattito sull'Emancipazione Cattolica.

### Primo Ministro
Nel corso dei suoi anni di assenza dal governo, Grenville si avvicinò al leader dell opposizione Whig Charles James Fox, così che quando Pitt venne reintegrato nelle sue funzioni nel 1804, Grenville non entrò a far parte del nuovo Gabinetto. In seguito alla morte di Pitt nel 1806, Grenville divenne il leader del cosiddetto Ministero di tutti gli Ingegni, una coalizione costituitasi tra i sostenitori di Grenville, i Whigs di Fox e i sostenitori del precedente Primo Ministro Henry Addington; che vedeva tra i suoi membri chiave Fox e Grenville stesso, rispettivamente Segretario di Stato per gli Affari Esteri e Primo Lord Tesoriere. Il fratello più giovane di Grenville, Thomas, venne brevemente assegnato alla carica di Primo Lord dell'Ammiragliato. Il Ministero così formato ottenne tuttavia risultati insoddisfacenti, fallendo sia nel compito di rappacificazione con la Francia, sia nel portare a compimento l'Emancipazione Cattolica. L'unico risultato significativo raggiunto fu l'abolizione del commercio degli schiavi nel 1807.

### Gli ultimi anni
Negli anni successivi alla caduta del suo governo, Grenville continuò la sua carriera politica come membro dell'opposizione, alleato con Charles Grey e il partito Whig, criticando la Guerra Peninsulare e d'intesa con Grey rifiutando il suo appoggio al governo presieduto da Lord Liverpool nel 1812. Negli anni post-bellici Grenville si spostò progressivamente su posizioni vicine ai Tories, senza tuttavia mai ritornare a far parte di alcun Gabinetto governativo. Un infarto, che lo colpì nel 1823, pose fine alla sua carriera politica. Grenville fu anche Cancelliere presso l'Università di Oxford dal 1810 alla sua morte, avvenuta nel 1834.

## Matrimonio
Lord Grenville sposò Anne Pitt, figlia di Thomas Pitt, I barone Camelford, nel 1792. Questo matrimonio però rimase senza eredi e come tale alla morte di Grenville la baronìa si estinse.

## Curiosità
Il Lord Grenville che viene citato nella canzone di Al Stewart, Lord Grenville di The Year of the Cat del 1976, è un omonimo: Sir Richard Grenville (1542-1591) (dal sito ufficiale di Al Stewart https://web.archive.org/web/20170427231449/http://alstewart.com/publicfiles/HISTORY_grenville.htm)

## Ascendenza
|                                               |                                  |                                      | Genitori                                         |  |  | Nonni |  |  | Bisnonni          |  |  | Trisnonni         |  |
|                                               |                                  |                                      |                                                  |  |  |       |  |  | Richard Grenville |  |  | Richard Grenville |  |
|                                               |                                  |                                      |                                                  |  |  |       |  |  | Richard Grenville |  |  | Richard Grenville |  |
|                                               |                                  | Anne Borlase                         |                                                  |  |  |       |  |  | Richard Grenville |  |  |                   |  |
| sir Richard Grenville                         |                                  |                                      |                                                  |  |  |       |  |  | Richard Grenville |  |  |                   |  |
|                                               |                                  | Eleanor Temple                       | sir Peter Temple                                 |  |  |       |  |  |                   |  |  |                   |  |
|                                               |                                  | Eleanor Temple                       | sir Peter Temple                                 |  |  |       |  |  |                   |  |  |                   |  |
|                                               |                                  | Eleanor Temple                       | Eleanor Tyrrell                                  |  |  |       |  |  |                   |  |  |                   |  |
| lord George Grenville                         |                                  | Eleanor Temple                       |                                                  |  |  |       |  |  |                   |  |  |                   |  |
|                                               |                                  | sir Richard Temple, III baronetto    | sir Peter Temple, II baronetto                   |  |  |       |  |  |                   |  |  |                   |  |
|                                               |                                  | sir Richard Temple, III baronetto    | sir Peter Temple, II baronetto                   |  |  |       |  |  |                   |  |  |                   |  |
|                                               |                                  | sir Richard Temple, III baronetto    | Christiana Leveson                               |  |  |       |  |  |                   |  |  |                   |  |
| Hester Grenville, I contessa Temple           |                                  | sir Richard Temple, III baronetto    |                                                  |  |  |       |  |  |                   |  |  |                   |  |
|                                               |                                  | Mary Knapp                           | Henry Knapp                                      |  |  |       |  |  |                   |  |  |                   |  |
|                                               |                                  | Mary Knapp                           | Henry Knapp                                      |  |  |       |  |  |                   |  |  |                   |  |
|                                               |                                  | Mary Knapp                           | Hester Clarke                                    |  |  |       |  |  |                   |  |  |                   |  |
| William Wyndham Grenville, I barone Grenville |                                  | Mary Knapp                           |                                                  |  |  |       |  |  |                   |  |  |                   |  |
|                                               | sir Edward Wyndham, II baronetto | sir William Wyndham, I baronetto     |                                                  |  |  |       |  |  |                   |  |  |                   |  |
|                                               | sir Edward Wyndham, II baronetto | sir William Wyndham, I baronetto     |                                                  |  |  |       |  |  |                   |  |  |                   |  |
|                                               | sir Edward Wyndham, II baronetto | Frances Hungerford                   |                                                  |  |  |       |  |  |                   |  |  |                   |  |
| sir William Wyndham, III baronetto            | sir Edward Wyndham, II baronetto |                                      |                                                  |  |  |       |  |  |                   |  |  |                   |  |
|                                               |                                  | Catharine Leveson-Gower              | sir William Leveson-Gower, IV baronetto          |  |  |       |  |  |                   |  |  |                   |  |
|                                               |                                  | Catharine Leveson-Gower              | sir William Leveson-Gower, IV baronetto          |  |  |       |  |  |                   |  |  |                   |  |
|                                               |                                  | Catharine Leveson-Gower              | lady Jane Granville                              |  |  |       |  |  |                   |  |  |                   |  |
| Elizabeth Wyndham                             |                                  | Catharine Leveson-Gower              |                                                  |  |  |       |  |  |                   |  |  |                   |  |
|                                               |                                  | Charles Seymour, VI duca di Somerset | Charles Seymour, II barone Seymour di Trowbridge |  |  |       |  |  |                   |  |  |                   |  |
|                                               |                                  | Charles Seymour, VI duca di Somerset | Charles Seymour, II barone Seymour di Trowbridge |  |  |       |  |  |                   |  |  |                   |  |
|                                               |                                  | Charles Seymour, VI duca di Somerset | hon. Elizabeth Alington                          |  |  |       |  |  |                   |  |  |                   |  |
| lady Catherine Seymour                        |                                  | Charles Seymour, VI duca di Somerset |                                                  |  |  |       |  |  |                   |  |  |                   |  |
|                                               |                                  | Elizabeth Percy, VI baronessa Percy  | Josceline Percy, XI conte di Northumberland      |  |  |       |  |  |                   |  |  |                   |  |
|                                               |                                  | Elizabeth Percy, VI baronessa Percy  | Josceline Percy, XI conte di Northumberland      |  |  |       |  |  |                   |  |  |                   |  |
|                                               |                                  | Elizabeth Percy, VI baronessa Percy  | lady Elizabeth Wriothesley                       |  |  |       |  |  |                   |  |  |                   |  |
|                                               |                                  | Elizabeth Percy, VI baronessa Percy  |                                                  |  |  |       |  |  |                   |  |  |                   |  |